# Guatteria insculpta
Guatteria insculpta este o specie de plante angiosperme din genul Guatteria, familia Annonaceae, descrisă de Robert Elias Fries. Conform Catalogue of Life specia Guatteria insculpta nu are subspecii cunoscute.